# 살아가는 나날들
살아가는 나날들(The River)은 미국에서 제작된 마크 라이델 감독의 1984년 드라마 영화이다. 멜 깁슨 등이 주연으로 출연하였고 로버트 코티스 등이 제작에 참여하였다.

## 출연

### 주연
- 멜 깁슨
- 씨씨 스페이식

### 조연
- 쉐인 베일리
- 벡키 조 린치
- 스콧 글렌
- 댄 후드
- 빌리 그린 부쉬
- 제임스 톨칸
- 밥 W. 더글러스

## 제작진
- 미술: 찰스 로즌
- 의상: 조 I. 톰킨스
- 배역: 린 스터마스터